# Justin Boson
 Justin Boson (né à Valgrisenche le 15 décembre 1883 mort à Aoste le 30 janvier 1954) ecclésiastique valdôtain, paléographe, orientaliste et théologien. Sa production couvre une cinquantaine d'années et fait de lui un acteur culturel de la Vallée d’Aoste au cours de la première moitié du XXe siècle. 

## Biographie
Justin Boson nait à Valgrisenche en 1883, il est ordonné prêtre en 1906 et devient chanoine de la Collégiale de Saint-Ours en 1921. Il avait suivi des cours à l’Université pontificale grégorienne à Rome, à l'Université de Turin à celle de  Munich ainsi qu'à la Sorbonne à Paris. Il est détenteur d'une licence en Saintes écritures et des doctorats de théologie,  philosophie, d’assyriologie et de langues orientales. Professeur de philologie orientale à l’Université catholique de Milan et d’écriture sainte au Grand-Séminaire d’Aoste, il reçoit la distinction de chevalier de Ordre des Saints-Maurice-et-Lazare, et il est nommé camérier secret du Pape. En 1929 il devient le premier directeur du « Musée Régional d'Archéologie d'Aoste », il est enfin président de l’Académie Saint-Anselme de 1933 jusqu'à sa mort
Il consacre ses dernières années, à la formation de jeunes valdôtains aux études historiques, avec la fondation en  1949 de l’ « École des Chartes »  et la publication en 1950/1952 de trois volumes de « Paléographie valdôtaine ». On lui doit également les deux volumes de « Miscellanea Augustana  »(1951/53), qui compilent les travaux de ses élèves. Il meurt à Aoste en 1954.

## Publications
Il collabore à de nombreuses publications valdotaines et étrangères comme  « Augusta Prætoria », « Annales Valaisannes », « Ævum », « Ægyptus », « Scuola cattolica », « Revue d'histoire ecclésiastique », « Revue de l’Orient chrétien », « Reallexikon des Assyriologie », etc. Ses publications  relèvent  principalement trois domaines:  l’étude des peuples de l’Orient ancien, la religion catholique et sa liturgie et l’histoire de la Vallée d’Aoste. Dans le premier domaine on relève :
- son manuel d'Assiriologia (1916) ;
- Introduction à l’histoire primitive des peuples de l’Asie Antérieure (1926) :
- Tavolette cuneiformi sumere (1931);
- Sunto di religione assiro-babilonese (1934).

Parmi les ouvrages religieux et liturgiques son œuvre principale est le « libro della Fede » de 1941 ; il réalise également des études sur les anciens manuscrits liturgiques de la collégiale Saint-Ours. Ses recherches en matière d’histoire valdôtaine ont trait surtout au Moyen-Age avec :
- l'Inventaire des archives des châteaux des Challant (1926) ;
- Il castello di Issogne (1931) ;
- Les plus anciennes chartes d’Humbert aux Blanches-Mains et la Vallée d’Aoste (1934) ;
- Le château de Fénis (1953).

## Hommages
Le nom de Justin Boson est conservé en odonymie : à Aoste, la ruelle perpendiculaire à la rue de Turin et côtoyant le lycée « Reine Marie-Adélaïde » porte son nom.